# Thomassinia
Thomassinia is een geslacht van kreeftachtigen uit de klasse van de Malacostraca (hogere kreeftachtigen).

## Soorten
- Thomassinia aimsae Poore, 1997
- Thomassinia gebioides de Saint Laurent, 1979
- Thomassinia moorea Poore, 1997